# Enskede företagsområde

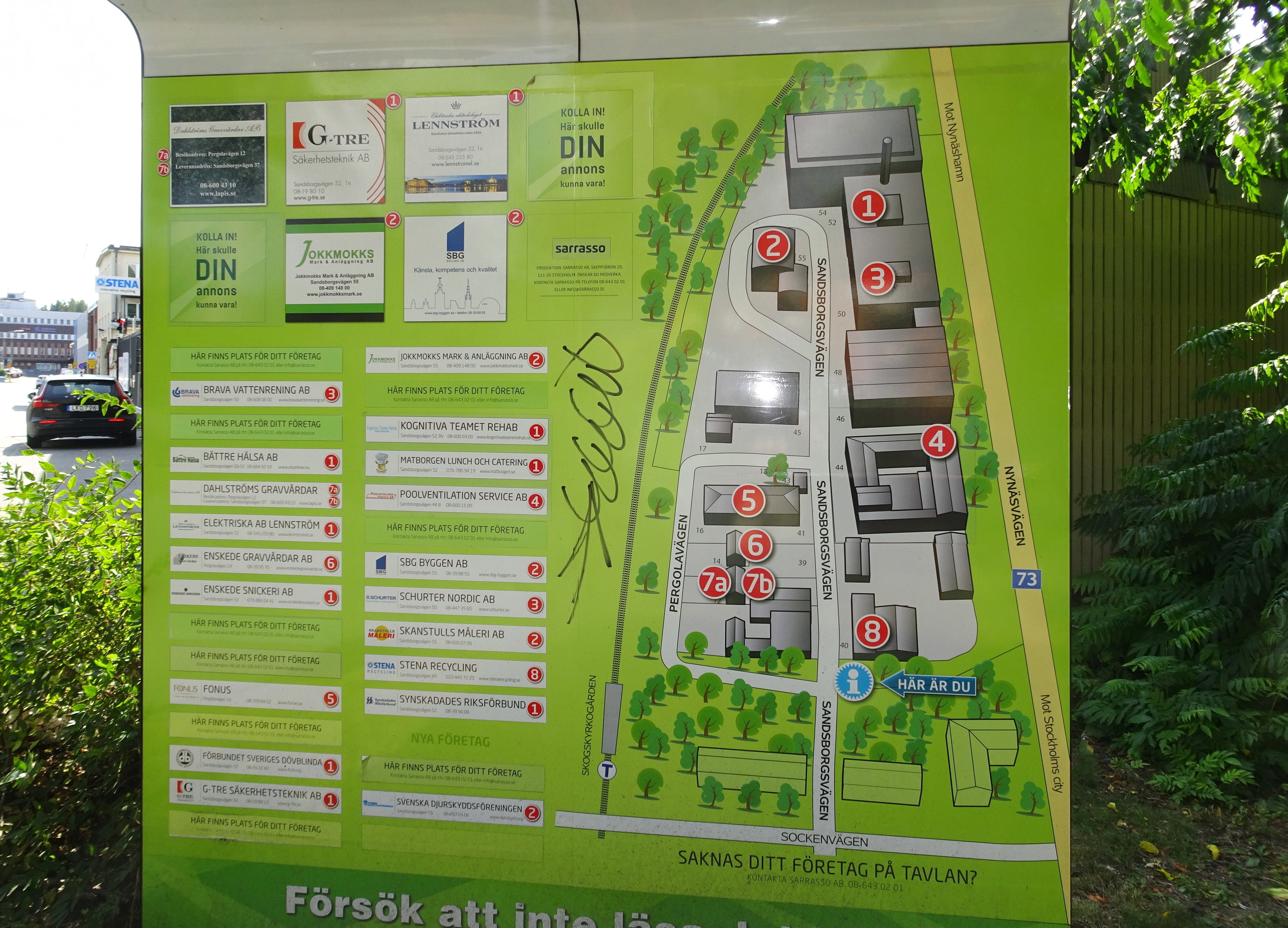
Enskede företagsområde, augusti 2020.

Enskede företagsområde (även kallat Enskede företagspark och Enskede företagsby) är ett mindre industriområde i stadsdelen Gamla Enskede i södra Stockholm. Inom området finns bland annat Herman Bergman Konstgjuteri, Svenska Djurskyddsföreningen och Synskadades Riksförbund.

## Historik

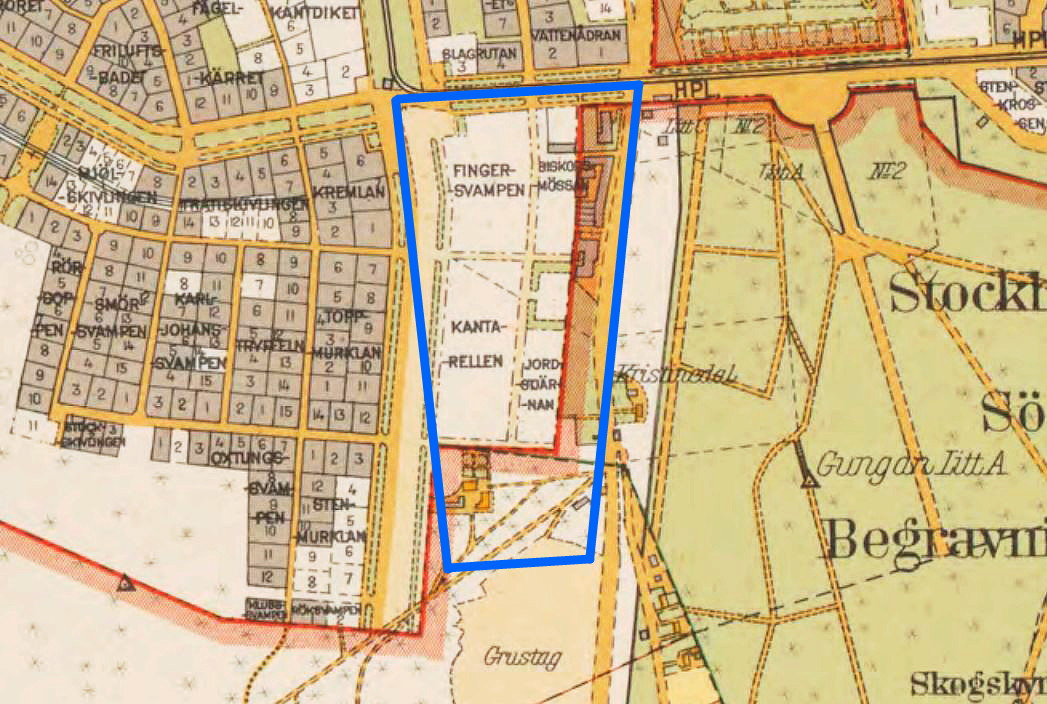
Området på 1920- och 1930-talen.

Enskede företagsområde inrättades på en triangelformat tomt belägen mellan Nynäsvägen i väster, trafikområdet för tunnelbanan gröna linjen i öster och Sockenvägen i norr. Huvudgatan inom området är Sandsborgsvägen. Ursprungligen var området utlagt för bostadsbebyggelse. Då hade kvarteren svampnamn som Fingersvampen, Kantarellen, Biskopsmössan och Jordstjärnan. Någon bostadsbebyggelse tillkom bara mot Sockenvägen, resten förblev till en början obebyggd.
Redan i slutet av 1940-talet etablerade sig några företag i områdets nordvästra del. Idag består Enskede företagspark av två kvarter: Kristinedal och Buxbomshäcken. Kristinedal har sitt namn efter lägenheten med samma namn som lydde under godset Enskede gård och som låg här fortfarande på 1930-talet. Nuvarande detaljplan Pl. 6527 fastställdes 1973.  Marken ägs av staden och upplåts med tomträtt.

## Bebyggelsen
Bland de första företag som flyttade till Enskede fanns Herman Bergman Konstgjuteri som 1949–1950 lät uppföra ett nytt konstgjuteri vid Sandsborgsvägen 44 efter ritningar av arkitekt Kaleb Sjödén.
I områdets sydöstra del vid Sandsborgsvägen 55 byggdes 1951 för E.R. Müller ett laboratorium med lagerdel för fotopapper. Arkitekt var Karl G.H. Karlsson vilken vid tiden gärna anlitades som arkitekt för kontors- och industribyggnader. Idag (2020) har bland annat Svenska Djurskyddsföreningen sitt kontor i byggnaden. Mittemot, vid Sandsborgsvägen 50–52, ritades 1956 av samma arkitekt en industri- och verkstadslokal för De blindas förening, idag Synskadades Riksförbund (SRF).
De Blindas Förening kom därefter att utöka sina byggnader betydligt i områdets södra del. Där lät man 1973–1975 bygga sitt stora tegelkomplex efter ritningar av Göran Dahlstrand arkitektkontor. Här har Synskadades Riksförbund sitt kansli. I huset finns sedan 1997 även Synskadades museum. 1982 tillkom en stor lagerhall vid Sandsborgsvägen 46–48 med De Blindas Förenings Understödsstiftelse som byggherre och Göran Dahlstrand åter som arkitekt. Utanför Synskadades Riksförbunds huvudkontor finns en liten park med skulpturen Orgelfjärilen i blankt rostfritt stål som skapades 1975 av konstnären Björn Erling Evensen.

## Bilder

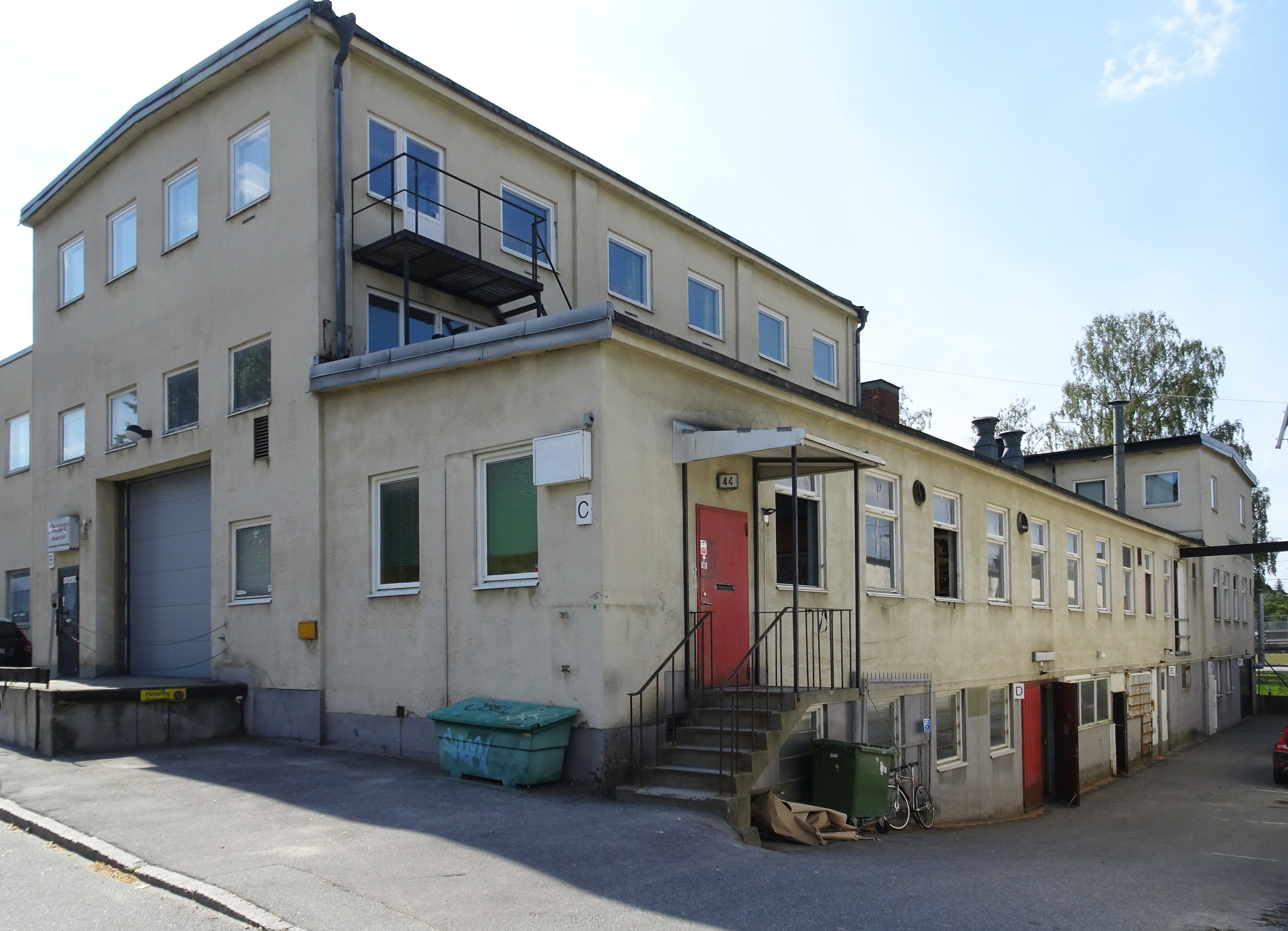
Sandsborgsvägen 44 Herman Bergman Konstgjuteri.
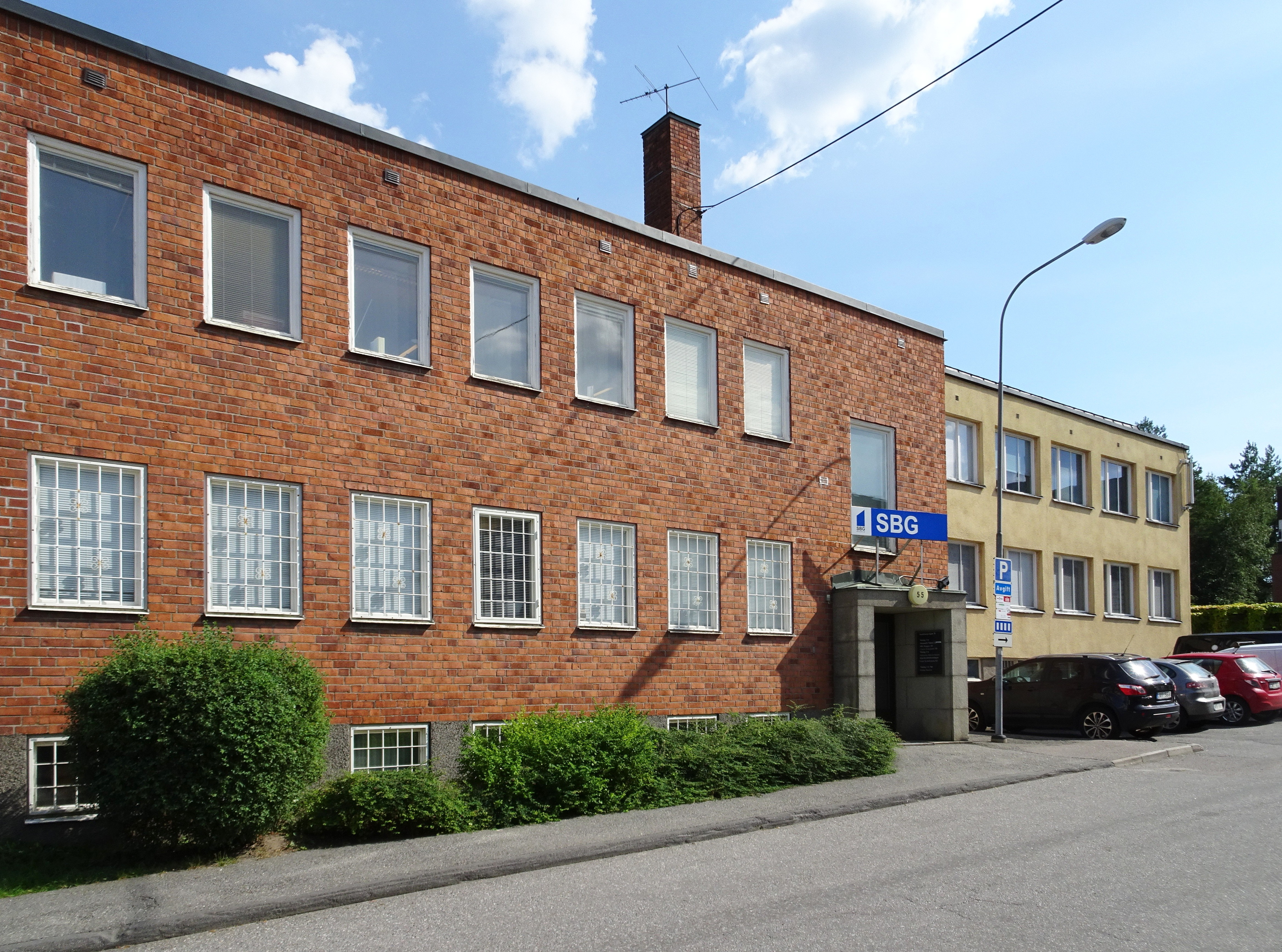
Sandsborgsvägen 55 Svenska Djurskyddsföreningen.
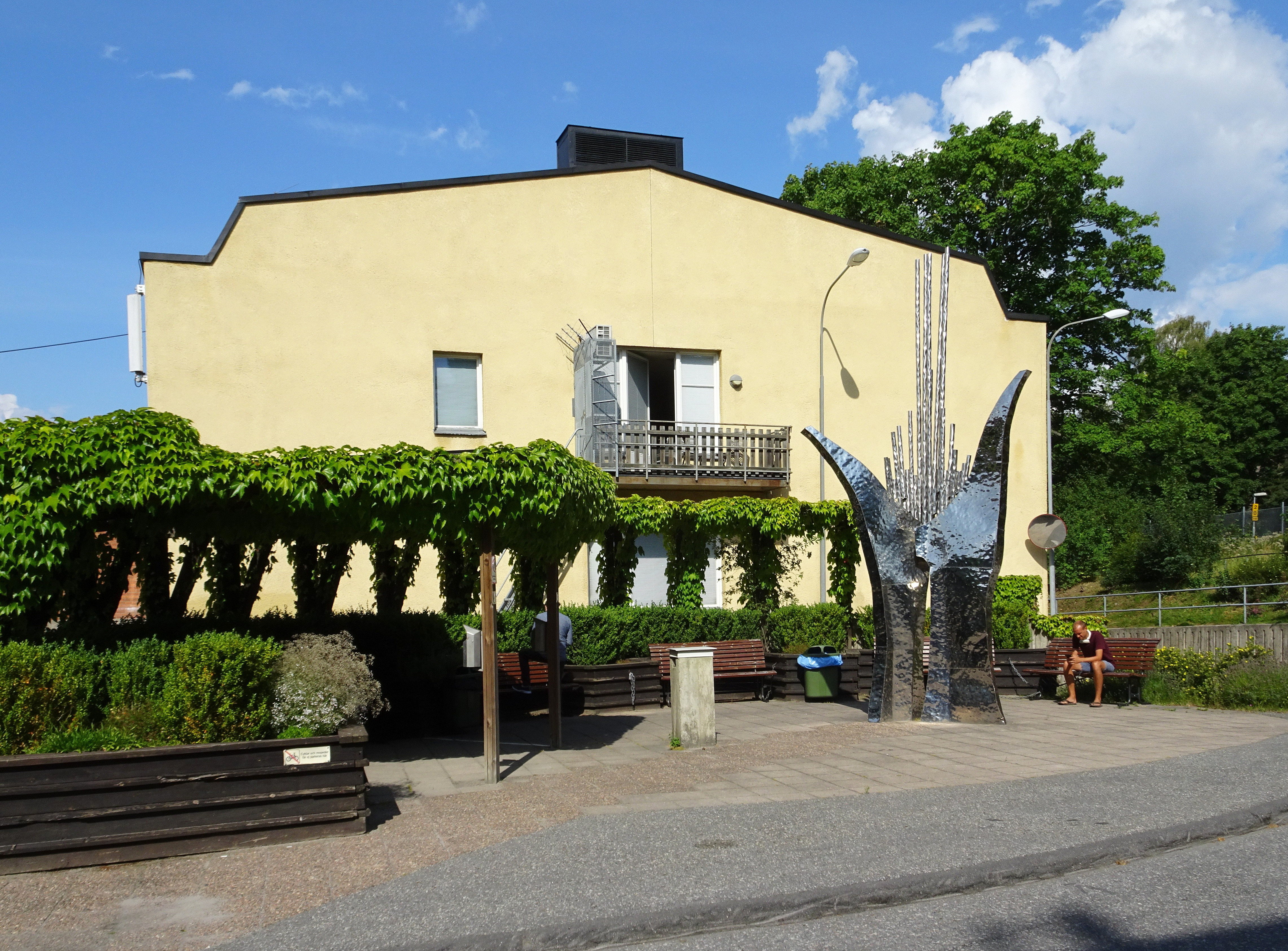
Parken med skulpturen Orgelfjärilen.
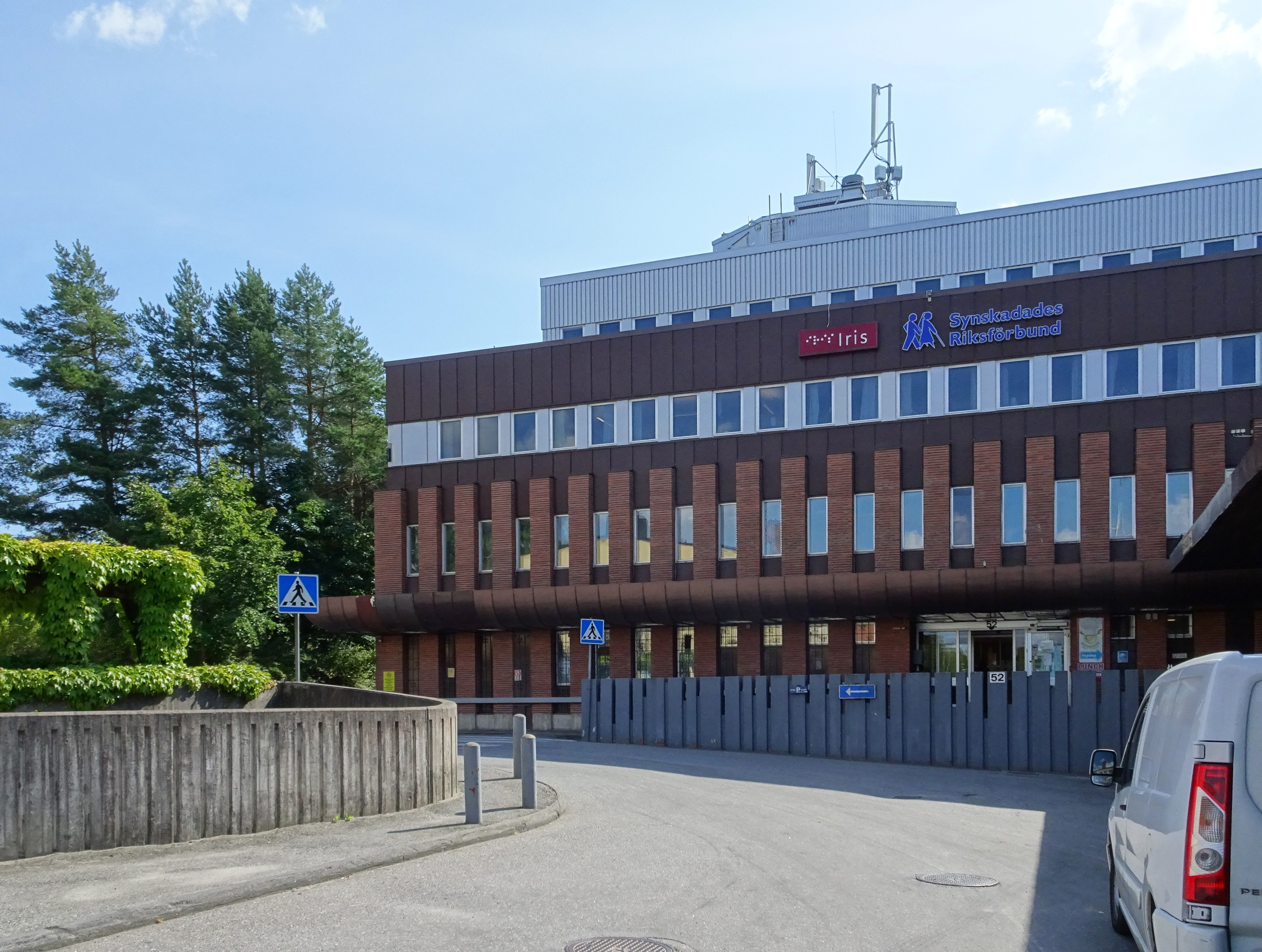
Sandsborgsvägen 52 Synskadades Riksförbund.
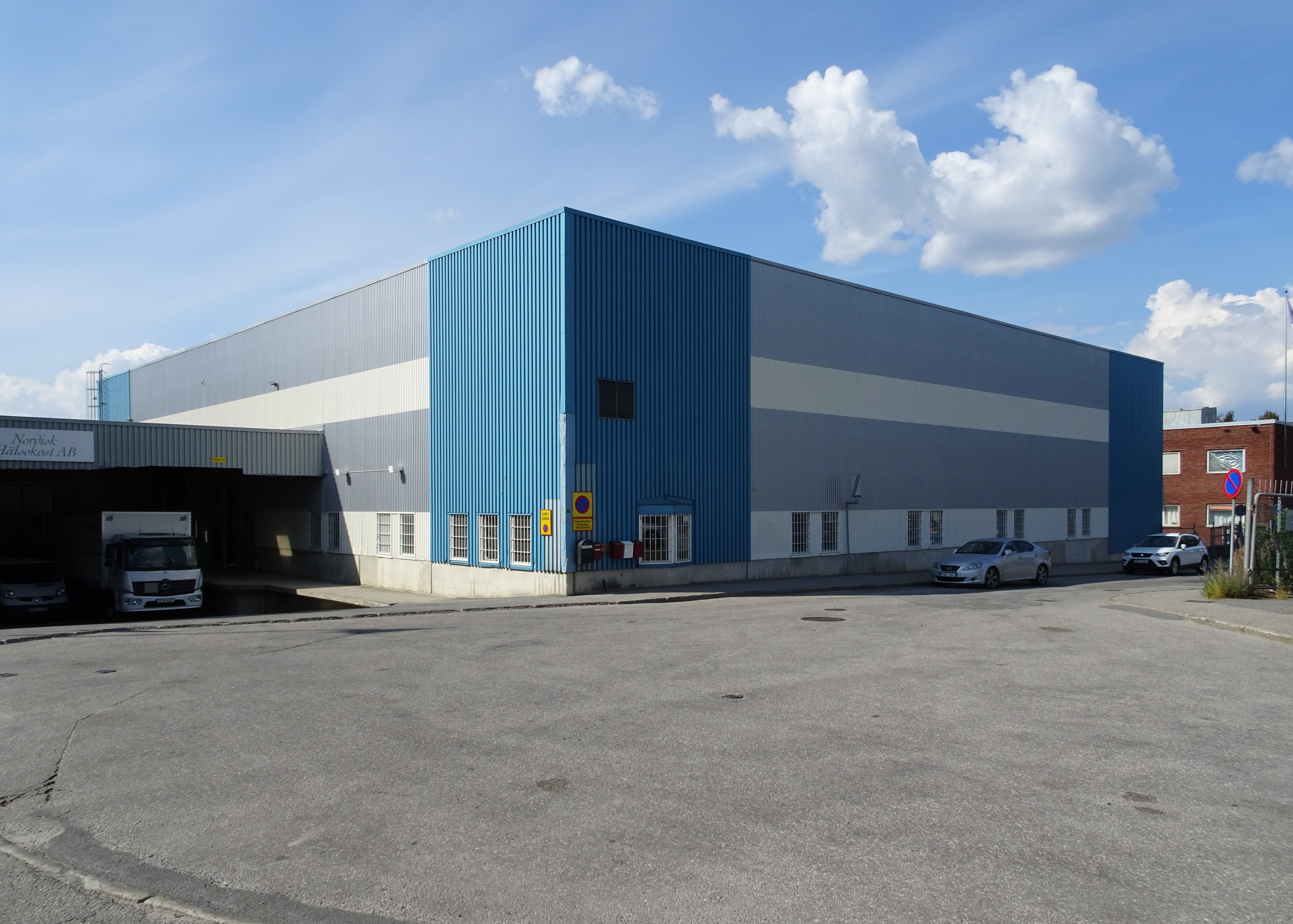
Sandsborgsvägen 48 Synskadades Riksförbund.